# Fracchie
Le fracchie sono grandi torce di legno accese e trasportate in processione durante la sera del Venerdì Santo a San Marco in Lamis. Rappresentano uno dei simboli più tradizionali dei riti della Settimana Santa nel Gargano e affondano le loro origini in tradizioni religiose e popolari secolari legate al culto della Madonna Addolorata.

## Origini e significato
Il culto dell’Addolorata a San Marco in Lamis ha origini tra il XVI e il XVII secolo, ma trova piena affermazione all’inizio del XVIII secolo grazie all’opera del canonico Don Costantino Iannacone, che fondò una chiesa dedicata alla Vergine presso l'antico lazzaretto dei Santi Vito e Rocco. Nel 1749 venne ufficialmente istituita la Confraternita della Vergine Addolorata, con l’approvazione dello statuto da parte del re Carlo III di Borbone nel 1753.
Secondo fonti storiche, l’impiego delle fracchie nelle processioni risale al 1824, quando il Vescovo di Manfredonia concesse alla Confraternita il diritto di officiare il Giovedì Santo. In un'epoca in cui la chiesa si trovava fuori le mura del paese e mancava illuminazione pubblica, le fracchie nacquero come torce artigianali usate per illuminare il cammino della Madonna Addolorata che veniva trasportata in processione verso il centro abitato.
Nel 1873, il Vescovo di Foggia concesse il privilegio esclusivo della processione con le fracchie all’Arciconfraternita dei Sette Dolori.

## Evoluzione storica
Fino all’inizio del Novecento, le fracchie erano piccole torce individuali, spesso trasportate a mano, costruite con materiali vegetali locali. Con l’introduzione dei lampioni pubblici, la funzione pratica delle fracchie perse d'importanza, ma la tradizione continuò a vivere per il forte valore devozionale e identitario.
Un evento chiave avvenne nel 1925, quando Michelina Gravina, ricca possidente locale, fece costruire una fracchia talmente grande da richiedere il montaggio su ruote di carro. Nonostante le iniziali proteste delle confraternite, il Comune ne autorizzò la partecipazione alla processione. Da quell’anno in poi le fracchie su ruote divennero la norma.
Nel 1954, la celebrazione dell’Ultima Cena fu anticipata al Giovedì Santo pomeriggio, e la processione con le fracchie fu spostata alla sera del Venerdì Santo. A partire dagli anni ’60, le fracchie iniziarono a crescere in dimensioni monumentali, con vere e proprie "gare" di maestria e devozione. Le più grandi, appartenenti a imprenditori del legno, carbone e calce, potevano raggiungere un diametro di 250 cm e un peso di oltre 100 quintali.
Nel 1961, la Pro Loco di San Marco in Lamis intervenne con un primo regolamento per limitare le dimensioni delle fracchie, divenute troppo pericolose. A partire dagli anni ’80, furono introdotte regole più severe per garantire la sicurezza pubblica e preservare lo spirito religioso della manifestazione.

## Aspetti culturali e simbolici
Il crepitio della legna, le scintille nel buio, il calore delle fiamme, e le urla di incoraggiamento del "capo fracchia" trasformano la folla in protagonista attiva dell’evento. Per la comunità sammarchese, la fracchia è un segno di appartenenza, fede e memoria collettiva.
Il fascino delle fracchie ha ispirato artisti e artigiani locali, tra cui:
- Filippo Pirro, autore delle opere Il sentiero dell’anima e Il monumento all’emigrante;
- Nick Petruccelli, noto per le sue sculture in legno;
- John Barcham, pittore autore di celebri dipinti ispirati alla processione;
- Joseph Tusiani, poeta in vernacolo sammarchese;
- Alessandro De Cata, stilista autore di una collezione ispirata agli abiti della Madonna Addolorata.

L’evento ha dato vita anche a prodotti artigianali e commerciali, come le "fracchiette" in legno e la fracchia d’argento realizzata da “Amedeo Gioielli”, oltre a oggetti tessili creati dal negozio “Fra le nuvole”.